# Óscar Collazos
Óscar Collazos Camacho (Bahía Solano, 29 de agosto de 1942 - Bogotá, 17 de mayo de 2015) fue un escritor, periodista, ensayista y crítico literario colombiano. Fue doctor honoris causa en Literatura de la Universidad del Valle (Cali, 1997) y profesor de la Universidad Tecnológica de Bolívar de Cartagena de Indias.

## Biografía
Nació en Bahía Solano, un pequeño pueblo en la costa del Pacífico, y su adolescencia en Buenaventura (Valle del Cauca), escenario de sus primeros libros de cuentos y novelas: El verano también moja las espaldas (1966), Son de máquina (1967) y Los días de la paciencia (1977).
En esta ciudad frecuentó desde los 14 años la biblioteca pública, en donde las lecturas le despertaron un interés temprano por la literatura. A principios de los años 1960 llegó a Bogotá para estudiar Sociología en la Universidad Nacional. Se trasladó en 1964 a Cali, donde estuvo vinculado al TEC, Teatro Escuela de Cali, dirigido por Enrique Buenaventura. 
En 1968 viajó por primera vez a Europa, visitó algunos países del Este y, finalmente, llegó a París en marzo de 1968. Vivió los acontecimientos de mayo. Allí continuó la escritura de su primera novela, Los días de la paciencia. 
En enero de 1969 fue invitado como jurado del Premio literario de la Casa de las Américas de La Habana. Aceptó la propuesta de dirigir el Centro de Investigaciones Literarias de ese organismo cultural, en reemplazo de Mario Benedetti. Permaneció en La Habana hasta diciembre de 1970.
Vivió en Barcelona desde 1972 hasta 1989. Allí publicó sus novelas: Crónica de tiempo muerto (1975, traducción al francés: Chronique du temps mort, les Editions Fédérop, Lyon, 1980), Jóvenes, pobres amantes (1983), De putas y virtuosas (1983), Tal como el fuego fatuo (1986) y Fugas (1988). Fue escritor invitado del Berliner Künstlerprogramm (Berlín, 1977). 
A su regreso a Colombia se vinculó como colaborador regular a La Prensa, El Espectador, El Tiempo y El Universal de Cartagena. Premio Nacional de Periodismo Simón Bolívar a mejor columna de opinión.
Entre sus novelas posteriores destacan: Morir con papá (1997), La modelo asesinada (2000), El exilio y la culpa (2002), Batallas en el Monte de Venus (2004) y Rencor (2006). De esta novela ha dicho la escritora española Cristina Fernández-Cubas que “es de lo más crudo - y al tiempo tierno- que he leído en los últimos tiempos. Y de lo mejor.” Y el chileno Luís Sepúlveda: “Rencor es una gran novela políticamente incorrecta.” 
Es autor de la novela juvenil La ballena varada (1994), de la cual se han vendido 200 mil copias en español. Esta novela ha sido traducida al francés (Seuil-Métailié) e italiano (Feltrinelli). Señor Sombra apareció en 2011. Su última novela fue Tierra quemada (2013). En 2011 publicó una nueva novela juvenil, En la laguna más profunda (Norma, Bogotá, Siruela, Madrid) .
A los 71 años le diagnostican una Esclerosis Lateral Amiotrófica (ELA). En marzo de 2015 se traslada a Bogotá. La enfermedad no le impidió seguir trabajando en la escritura de una nueva novela y escribir artículos de opinión. Su última columna en El Tiempo se publicó el 6 de mayo. Falleció el 17 de mayo de 2015 en Bogotá.

## Periodista
Sus artículos están caracterizados por una fuerte crítica política y por su independencia frente a gobiernos y clase política de su país, independencia que le acarreó amenazas y demandas judiciales. En el último año, 2012, volcó su actividad periodística hacia las redes sociales, en especial Twitter.

## Novelista
Con más de 15 novelas publicadas, Collazos ha podido conseguir un estilo propio, caracterizado en sus primeros libros por la experimentación formal y las búsquedas en el lenguaje coloquial de las barriadas urbanas. En sus novelas y cuentos se expresan las diferentes formas de violencia sufridas por la sociedad colombiana en el último medio siglo, las relaciones de los individuos con estructuras de poder como la familia y el Estado, y los procesos de desintegración social y moral de los últimos años. 
Las revulsivas imágenes mostradas a lo largo de sus novelas son la transposición imaginaria y a veces cruelmente realista del entorno del autor, desde la costa del Pacífico de sus primeros cuentos y novelas, hasta el Caribe colombiano, donde transcurren algunas de sus últimas novelas, Rencor y Señor Sombra. Su novela Rencor fue reeditada por Arango Editores después de agotar 6 ediciones en Seix Barral. El fenómeno del narcotráfico y sus trágicas huellas atraviesan el mundo de "Morir Con Papá", "La modelo asesinada" y "Batallas en el Monte de Venus", no como simples crónicas efectistas de la criminalidad sino como universos degradados por la criminalidad y las ligerezas éticas de nuestra época. Collazos quiso construir un ciclo novelesco sobre lo que ha llamado "relaciones de parentesco entre la criminalidad, la alta política y las industrias de la belleza." En 2013, Random House público la última de sus novelas: "Tierra quemada", una impresionante alegoría sobre la guerra en Colombia. En esta novela, centenares de sobrevivientes de masacres y crímenes de guerra son conducidos a ninguna parte por hombres fuertemente armados con el propósito, dicen, de salvarlos. Al parecer, la guerra está terminando en este territorio desolado. Concebida como alegoría, Tierra quemada tiene un desenlace apocalíptico y aterrador.

## Obras
Libros de cuentos
- El verano también moja las espaldas, 1966
- Son de máquina, 1967
- Esta mañana del mundo, 1969
- A golpes, 1974
- Biografía del desarraigo, 1974
- Fragmentos del pacífico, 1993
- Invitada del tiempo, 1997
- Adiós Europa, adiós, 2000
- Cuentos escogidos, 2011

Novelas
- Crónica de tiempo muerto, 1975
- Los días de la paciencia, 1976
- Memoria compartida, 1978
- Todo o nada, 1979
- Jóvenes, pobres amantes, 1983, incluye el texto De putas y virtuosas
- Tal como el fuego fatuo, 1986
- Fugas, 1988
- Las trampas del exilio, 1992
- Adiós a la virgen, 1994
- Morir con papá, 1997
- La modelo asesinada, 1999, titulada en España La muerte de Érika, editorial Espasa
- El exilio y la culpa, 2002
- Batallas en el monte de Venus, 2004
- Rencor, 2006
- Señor Sombra, 2009
- Tierra quemada, 2013

Ensayo
- Disociaciones y despojos, 1974, obra autobiográfica
- Los vanguardismos en la América Latina, 1977
- Textos al margen, 1979
- Malraux, 1982
- García Márquez: la soledad y la gloria, su vida y su obra, 1983
- Epístolas: sobre arte, educación y democracia, 2011

Literatura infantil y juvenil
- La ballena varada, 1994
- En la laguna más profunda, 2011

Periodismo
- Para un final de siglo, 1991, textos breves publicados por la agencia EFE en serie Grandes Firmas
- La bella y la bestia, 1998
- Cartagena en la olla podrida, 2001, investigación sobre la corrupción en Cartagena
- El poder para quién: Serpa, Sanín, Uribe, Garzón y Betancourt responden, 2001, entrevistas con los candidatos a la presidencia de Colombia para el período 2002-2006
- Desplazados del futuro, 2003

Como editor
- Recopilación de textos sobre los vanguardismos en la América Latina, 1970

En coautoría
- Literatura en la Revolución y Revolución en la Literatura, 1970, con Mario Vargas Llosa y Julio Cortázar
- Colombia, tres vías a la revolución : partido comunista, Gilberto Vieira, MOIR, Francisco Mosquera, tendencia socialista, Ricardo Sánchez, 1973,  con Umberto Valverde
- Arte y cultura democrática, 1994

Antologías, selecciones, recopilaciones
- Primeros cuentos: 1964-1968, 1993
- Cuentos escogidos : 1964-2006, 2010
- Textos escogidos: columnas, cuentos, novelas, 2011

En antologías
- Obra en marcha 2. La nueva literatura colombiana, 1976, Juan Gustavo Cobo Borda, edit.

Otros
- Leopoldo Richter, 1997
- Cartagena de Indias: Visión panorámica desde el aire, 2002